# スプリッタ

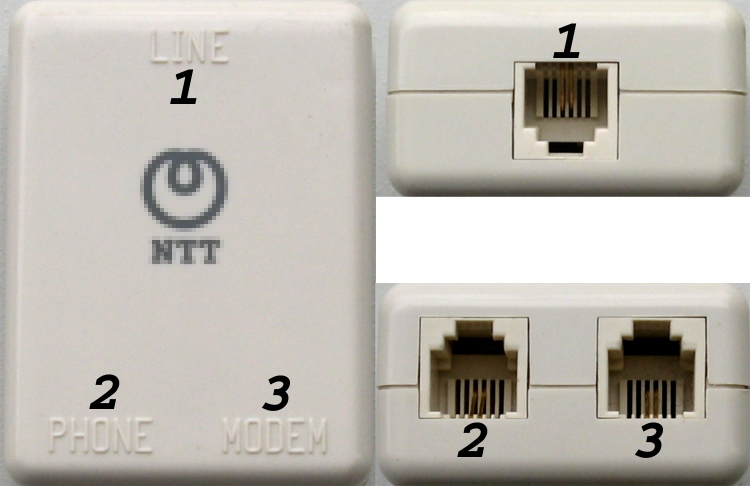
ADSLスプリッタの例。1を電話回線に、2を電話機に、3をADSLモデムにそれぞれ接続する。

スプリッタ (splitter) またはDSLフィルタ (DSL filter) は、アナログ電話回線から送られてくる信号を、電話機のための信号とインターネット通信のためのDSLモデムのための信号とに振り分けるための分波器である。同時に混合器の働きも持つ（後述）。

## 概要
電話機で通話をするのに、従来の電話回線では通話のための電気信号を電線で伝送する。この信号はほぼ4kHz以下の周波数の低周波である。従来の電話回線は、それ以上の高い周波数（高周波）の信号も伝送する能力があり、ADSL等のDSLでは、この高周波帯域を使用してインターネット接続を実現している。DSLに使用する周波数帯と、電話機による通話に使用する周波数帯とが重ならなければ、電話による通話とインターネット通信とがたがいに干渉することなく、同じ電線を使って同時に行うことができる。

## スプリッタの働き
DSLによる通信では、電話線上には電話による通話のための低周波信号と、インターネット通信のための高周波信号とが同時に存在することになる。本来、低周波信号しか扱わない電話機にDSLのための高周波信号が入力されると雑音が発生するなど動作に異状をきたす可能性がある。また本来、高周波信号しか扱わないDSLモデムに低周波信号が入力された場合も動作に異状をきたす恐れがある。
スプリッタは、電話機やDSLモデムが正常に動作するように、電話線から電話機のための低周波信号のみを取り出して電話機に送り、同時にDSL通信のための高周波信号のみを取り出してDSLモデムに送る。
電話による通話もインターネット通信も、信号を受けるだけでなく相手に信号を送ることで通信が成り立つ。スプリッタの動作には可逆性があり、電話機からの低周波信号とDSLモデムからの高周波信号とを混合させて電話回線に送り出す働きもする。つまりスプリッタは混合器としても働く。
なお、スプリッタを使用する際、ここでは電話機と表現しているが、アナログ回線用のファクシミリやアナログ・モデム等も電話機と同じ扱いとなる。